# Kūreh Kharem
Kūreh Kharem är en ort i Iran.   Den ligger i provinsen Gilan, i den nordvästra delen av landet, 260 km nordväst om huvudstaden Teheran. Kūreh Kharem ligger 777 meter över havet och antalet invånare är 208.
Terrängen runt Kūreh Kharem är bergig västerut, men österut är den kuperad. Terrängen runt Kūreh Kharem sluttar österut.Runt Kūreh Kharem är det ganska tätbefolkat, med 134 invånare per kvadratkilometer. Närmaste större samhälle är Fūman, 19,7 km öster om Kūreh Kharem. I omgivningarna runt Kūreh Kharem växer i huvudsak blandskog.